# Nancy Kelly

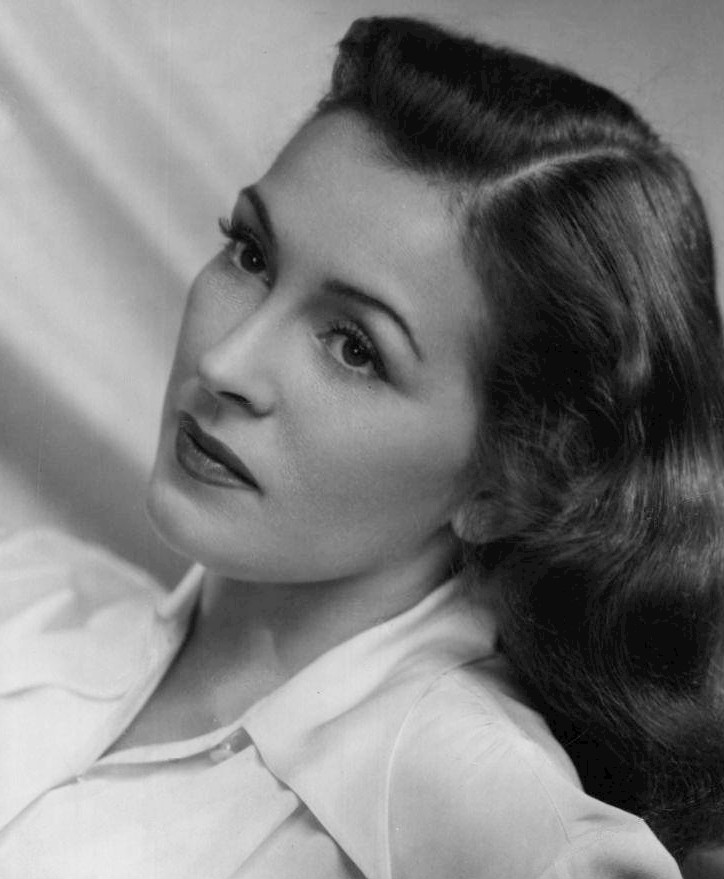
Nancy Kelly.

Nancy Kelly, född 25 mars 1921 i Lowell, Massachusetts, död 2 januari 1995 i Bel Air, Kalifornien, var en amerikansk skådespelare. 1957 nominerades hon till en Oscar för bästa kvinnliga huvudroll i filmen Det onda arvet. Hon hade även spelat samma roll på teater och fått en Tony Award för denna prestation. Kelly medverkade i över tio scenuppsättningar på Broadway åren 1931-1968.
Hon har en stjärna på Hollywood Walk of Fame vid adressen 7021 Hollywood Blvd.

## Filmografi, urval
- 1939 – Utanför lagen
- 1939 – Luftens amazoner
- 1940 – En natt i tropikerna
- 1946 – Falsk alibi
- 1956 – Det onda arvet